# Nguyễn Từ phi
Từ phi Nguyễn thị (chữ Hán: 慈妃阮氏; ? – 1807), không rõ tên húy, là phi tần của công tử Nguyễn Phúc Luân, con trai chúa Nguyễn Phúc Khoát trong lịch sử Việt Nam.

## Tiểu sử
Từ phi Nguyễn thị là chị của Hiếu Khang Hoàng hậu Nguyễn Thị Hoàn, mẹ của vua Gia Long nhà Nguyễn. Cả hai bà là con gái của Diễn Quốc công Nguyễn Phúc Trung, đều cùng nhập phủ hầu công tử Nguyễn Phúc Luân. Bà Từ phi sinh được 3 người con trai và 2 người con gái; con trai là Tương Dương Quận vương Nguyễn Phúc Hạo, người thứ hai mất sớm và An Biên Quận vương Nguyễn Phúc Mân, con gái là là Phúc Lộc Công chúa Ngọc Du và Minh Nghĩa Công chúa Ngọc Tuyền.
Biến loạn năm Giáp Ngọ (1774) xảy ra, quân chúa Trịnh tiến đánh Phú Xuân, bà Từ phi phải lẩn trốn trong trong dân gian. Mùa xuân năm Kỷ Hợi (1779), vua Gia Long cho người đưa bà về Gia Định ở cùng với Thái hậu Nguyễn Thị Hoàn. Năm Nhâm Tuất (1802), vua rước mẹ và dì về Kinh đô ở, bà Từ phi ở sau cung Từ Thọ, là nơi ở của bà Hoàn.
Năm Gia Long thứ 6 (1807), mùa đông, bà Từ phi mất, được truy tặng làm Ý Thận Huy Gia Từ phi (懿慎徽嘉慈妃). Lăng của bà được táng tại Dương Xuân (Hương Trà, Thừa Thiên - Huế), nhà thờ dựng ở Kim Long.
Gặp lúc bà Từ phi đang bệnh nặng, thái hậu cũng đau người do trở trời, vua Gia Long chưa dám tâu chuyện của bà Từ phi lên mẹ. Đến khi Từ phi mất, thái hậu giận không ăn cơm, nhân lúc vua đến vấn an, bà mới bảo rằng: "Thân già này có một người chị, lúc ốm không được thấy, vì thế ăn không ngon, ngủ không yên". Vua phải quỳ dưới thềm, an ủi và xin lỗi hồi lâu thì thái hậu mới nguôi giận mà lại ăn cơm.
Thiệu Trị năm thứ 5 (1845), vua cho rước bài vị của Từ phi về thờ ở phủ của Thái trưởng công chúa Ngọc Du.